# Gare de Vernon
Gare de Vernon vasútállomás Franciaországban, Vernon településen.

## Vasútvonalak
Az állomást az alábbi vasútvonalak érintik:
- Párizs–Le Havre-vasútvonal
- Ligne de Gisors-Boisgeloup à Pacy-sur-Eure

## Kapcsolódó állomások
A vasútállomáshoz az alábbi állomások vannak a legközelebb:
- Gare de Gaillon - Aubevoye
- Gare de Bonnières (Paris Gare Saint-Lazare, Transilien J vonal)